# 波蘭語維基百科
波蘭語維基百科（Wikipedia polskojęzyczna）為維基百科協作計劃之波蘭語版本，由非營利組織──維基媒體基金會維持負責。目前在各語言維基百科計劃中，規模排名第8（依條目量計算）。計劃開始於2001年，至2012年12月已有超过937,000个条目。该语言维基百科的深度指数仅为17，在所有条目达250,000条以上的维基百科中排名的倒数第1。
波兰语维基百科最初为独立项目，其域名为wiki.rozeta.com.pl，2002年1月12日在英语维基百科创立者的建议下并入维基百科。为防止域名抢注，波兰语维基百科还注册了wikipedia.pl域名。

## 外部連結
- 波蘭語維基百科 （页面存档备份，存于）